# Ângelo Pignoli

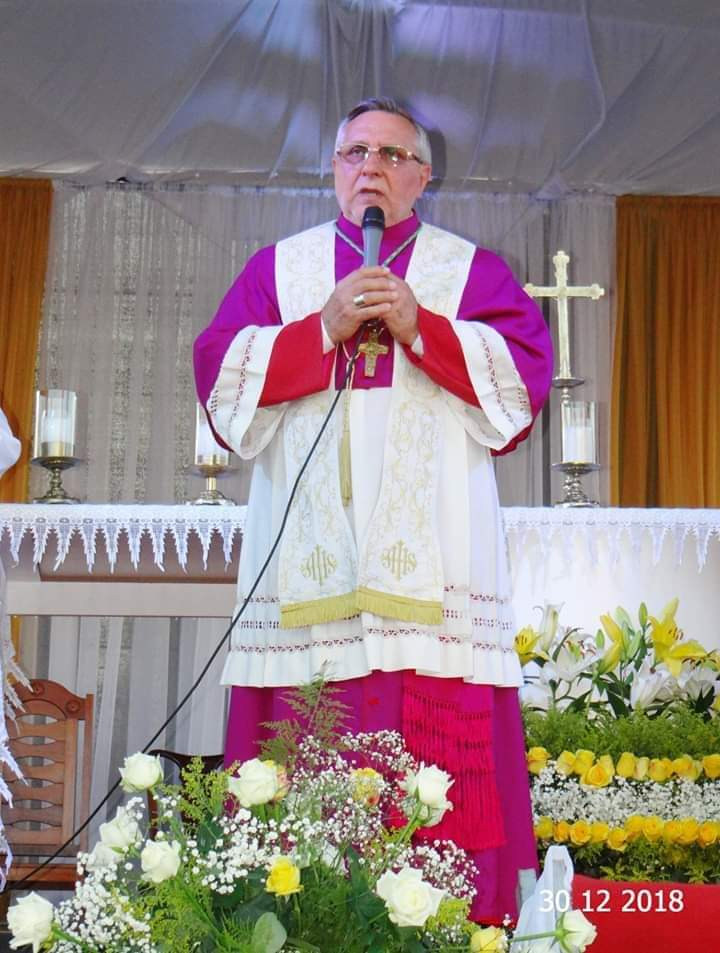
Ângelo Pignoli, 2020

Ângelo Pignoli (* 4. Dezember 1946 in Cappella de’ Picenardi, Lombardei) ist ein italienischer Geistlicher und emeritierter römisch-katholischer Bischof von Quixadá in Brasilien.

## Leben
Ângelo Pignoli empfing am 19. März 1976 die Priesterweihe.
Papst Benedikt XVI. ernannte ihn am 3. Januar 2007 zum Bischof von Quixadá. Der Apostolische Nuntius in Brasilien, Erzbischof Lorenzo Baldisseri, spendete ihm am 11. März desselben Jahres die Bischofsweihe; Mitkonsekratoren waren Diógenes da Silva Matthes, emeritierter Bischof von Franca, und Emílio Pignoli, Bischof von Campo Limpo.
Am 15. Dezember 2021 nahm Papst Franziskus das von Ângelo Pignoli aus Altersgründen vorgebrachte Rücktrittsgesuch an.